# Folkpsykologi
Folkpsykologi eller Völkerpsychologie företrädde ett jämförande betraktelsesätt. Den tyska 1800-talsfilosofin betonade själslig samhörighet mellan kollektiv, i synnerhet mellan folk som förenades av samma språk. Individen uppfattades i egenskap av medlem av folket som en del av folksjälen, vilken utvecklas och möjliggör civilisationen. Folkpsykologin utforskade manifestationer av folksjälen eller folkanden, i språket, mytologin, religionen, konsten, litteraturen och rättsväsendet.

## Folkpsykologins rötter
Termen folkpsykologi går tillbaka till 1800-talet. Tidigast uppträder studier över olika länders och folks nationella andliga egenart till exempel hos Montesquieu som följs av dels bland jurister (i den historiska rättsskolan, till exempel hos Fichte och Hegel), dels bland historiker av metodiskt osäkra men på iakttagelser utomordentligt rika, komparativa framställningar mellan olika folk.

### Engelskspråkig forskning
Första världskriget och mellankrigstiden visade en rikhaltig, delvis av politisk propaganda och försvarsintressen framkallad litteratur, och särskilt psykisk egenart i USA var föremål för ständig granskning, ofta av européer, men även av amerikaner (till exempel H. Keyserling, America set free, respektive H.J. O'Higgins och E.H. Reede, The American mind in action, 1924), C.H. Pearson, National life and character (1893) och E. Barker National character (1917).
Mot en folkpsykologi i denna mening opponerade sig Jellinek, Georg Simmel m.fl.

### Tyskspråkig forskning
I en andra betydelse utgör folkpsykologin ett försök från de humanistiska vetenskaperna att skapa ett självständigt psykologiskt fundament för sina områden, dvs. att kombinera samtidens fakta om psykologi med språkforskning, religionshistoria och moralhistoria samt rätts- och samhällsutveckling till en total uppfattning. 
Moritz Lazarus och Heyman Steinthal var banbrytande. Genom etnografins och sociologins utveckling knöts forskningen inom folkpsykologin till bestämda kulturstadiers och sociala företeelsers studium. Gränsområdet mellan dessa discipliner och folkpsykologin var brett och flertalet metodfrågor olösta. Den vetenskapliga litteraturen var oöverskådlig, särskilt på engelska men kan bäst karakteriseras med Wundt som "grundlinjer till mänsklighetens psykologiska utvecklingshistoria".

#### Wilhelm Wundt
Folkpsykologins främste representant var den experimentelle psykologins fader, Wilhelm Wundt (1832-1920). Wundt hade redan i unga år bestämt sig för att viga första delen av sitt liv åt forskning inom experimentell psykologi och den senare delen åt folkpsykologin. Varför ville Wundt inte kalla folkpsykologi för socialpsykologi fastän detta ord redan introducerats i det tyska språket? Eftersom han hade klassisk bildning undvek han facktermer sammansatta av både latin (socius, "kamrat") och grekiska (psykhe, "själ", och logos, "lära"). Under sitt livs sista decennier publicerade Wundt verket Völkerpsychologie i 10 delar. Där behandlas samband mellan språk, myter och sedvänjor och mänsklig verksamhet i ett jämförande perspektiv. De är fulla av detaljerade beskrivningar av språkliga särdrag, religiösa uppfattningar och sedvänjor hos olika folk, uppgifter som Wundt hade hämtat ur rapporter från lingvister och antropologer. Resultatet blev snarare ett uppslagsverk än nya folkpsykologiska teser. Fastän folkpsykologin inte direkt kom att påverka socialpsykologins utveckling lämnade den efter sig den eviga frågan om man i människans sociala handlande kan finna samband mellan orsak och verkan eller om det bör förstås själsvetenskapligt (geisteswissenschaftlich, dvs. genom att söka förståelse med hjälp av historisk metod). Även om talet om folksjäl idag förefaller säreget, låg begreppet folksjäl under förra århundradet nära det vi numera menar med kultur. Ett annat inslag från folkpsykologin i den socialpsykologiska väven är tanken att individens sociala värld och samspel med andra inte går att förstå om man inte beaktar deras kulturella tillhörighet.